# Chum Phuang (huyện)
Chum Phuang (tiếng Thái: ชุมพวง) là một huyện ở phía đông của tỉnh Nakhon Ratchasima, đông bắc Thái Lan.

## Lịch sử
Khu vực huyện Chum Phuang đã được tách ra từ huyện Phimai. Đơn vị này đã được lập thành tiểu huyện (king amphoe) Năm 1956 and chính thức nâng cấp thành huyện Năm 1959.

## Địa lý
Các huyện giáp ranh (từ phía bắc theo chiều kim đồng hồ) là Prathai, Mueang Yang và Lam Thamenchai của tỉnh Nakhon Ratchasima, Lam Plai Mat của tỉnh Buriram, và Huai Thalaeng và Phimai của Nakhon Ratchasima.

## Hành chính
Huyện này được chia thành 9 phó huyện (tambon). Chum Phuang is the only township (thesaban tambon) of Huyện, nằm trên một phần của the tambon Chum Phuang. Có 9 Tổ chức hành chính tambon.
| 1.  | Chum Phuang | ชุมพวง   |  |
| 2.  | Prasuk      | ประสุข   |  |
| 3.  | Tha Lat     | ท่าลาด   |  |
| 4.  | Sarai       | สาหร่าย  |  |
| 5.  | Talat Sai   | ตลาดไทร |  |
| 10. | Non Rang    | โนนรัง   |  |
| 14. | Nong Lak    | หนองหลัก |  |
| 16. | Non Tum     | โนนตูม   |  |
| 17. | Non Yo      | โนนยอ   |  |

Các con số mất là tambon nay tạo thành huyện huyện Mueang Yang và Lam Thamenchai.